# Somaliaglansstare
Somaliaglansstare (Onychognathus blythii) är en fågel i familjen starar inom ordningen tättingar.

## Utseende
Somaliaglansstaren är en rätt stor (28 cm) och mörk stare med en lång kilformad stjärt. Hanen är mestadels enhetligt lilasvart med viss glans och rödbruna handpennor med ett smalt svart band nära spetsen. Ögat är rödbrunt, näbben och benen svarta. Honan skiljer sig från hanen genom askgrått på huvud och bröst.

## Utbredning och systematik
Fågeln förekommer från Eritrea och Etiopien till norra Somalia samt på öarna Abd Al Kuri och Sokotra. Den behandlas som monotypisk, det vill säga att den inte delas in i några underarter.

## Status och hot
Arten har ett stort utbredningsområde och en stor population med stabil utveckling och tros inte vara utsatt för något substantiellt hot. Utifrån dessa kriterier kategoriserar internationella naturvårdsunionen IUCN arten som livskraftig (LC). Världspopulationen har inte uppskattats men den beskrivs som vanlig.

## Namn
Fågelns vetenskapliga artnamn hedrar den engelske zoologen Edward Blyth (1810-1873).